# ألتوفونتي
ألتوفونتي (بالإيطالية: Altofonte) هي بلدية في مقاطعة باليرمو في صقلية الإيطالية.

## السكان
تطور النمو السكاني لـ ألتوفونتي

## أعلام
- فرانسيسكو دي كارلو